# 905 (numero)
Novecentocinque (905) è il numero naturale dopo il 904 e prima del 906.

## Proprietà matematiche
- È un numero dispari.
- È un numero composto, con 4 divisori: 1, 5, 181, 905. Poiché la somma dei suoi divisori (escluso il numero stesso) è 187 < 905, è un numero difettivo.
- È un numero semiprimo.
- È un numero odioso.
- È parte delle terne pitagoriche (95, 900, 905), (464, 777, 905), (543, 724, 905), (616, 663, 905), (905, 2172, 2353), (905, 16368, 16393), (905, 81900, 81905), (905, 409512, 409513).
- È un numero di Ulam.
- È un numero congruente.
- È un numero nontotiente (come tutti i dispari, ad eccezione del numero 1).
- È un numero intero privo di quadrati.
- È un numero palindromo e un numero ondulante nel sistema di numerazione posizionale a base 21 (212).
- È un numero colombiano nel sistema numerico decimale.

## Astronomia
- 905 Universitas è un asteroide della fascia principale del sistema solare.
- NGC 905 è una galassia della costellazione della Balena.
- Cosmos 905 (vettore Sojuz-U) è un satellite artificiale russo.

## Altri ambiti
- Locomotiva FS 905 era una locotender delle Ferrovie dello Stato italiane.
- Peugeot 905 è una vettura da competizione della casa automobilistica francese.
- Raptors 905 è una squadra di pallacanestro di Mississauga, che gioca nella NBA Development League, in Canada.
- New Brunswick Route 905 è una autostrada del Nuovo Brunswick, Canada.
- California State Route 905 è una autostrada nella contea di San Diego in California, Stati Uniti d'America.